# Гимаев, Ильдар Раисович
Ильдар Раисович Гимаев  (14 февраля 1962, Аитово, Башкирская АССР — 16 июня 2008, Уфа) — профессор, кандидат экономических наук, доктор юридических наук. Действительный государственный советник Государственной службы РБ 1 класса. Заслуженный работник сельского хозяйства РБ (2002). Депутат Государственного Собрания Республики Башкортостан 2-го созыва. Ректор Башкирской академии государственной службы и управления при Президенте РБ (2004—2007). Ректор Башкирского государственного аграрного университета (2007—2008). Руководитель Администрации Президента Республики Башкортостан (2000—2003).

## Биография
Гимаев Ильдар Раисович родился 14 февраля 1962 года в селе Аитово Бижбулякского района Башкирской АССР.
После окончания средней школы работал слесарем Аитовской машинно-тракторной мастерской Бижбулякского производственного объединения «Сельхозтехника».
С 1980—1985 годов учился в Башкирском сельскохозяйственном институте.
По окончании института в 1985 по 1988 годах работал главным инженером, секретарём парткома совхоза «Южный» Бижбулякского района; в 1988—1990 годы — директор совхоза «Сухореченский», в 1990—1992 — заместитель председателя, начальник управления сельского хозяйства и продовольствия исполкома Бижбулякского райсовета, в 1992—1996 — первый заместитель главы администрации Бижбулякского района — начальник управления сельского хозяйства и продовольствия; с августа 1996 по ноябрь 1999 года — глава администрации Бижбулякского района. С декабря 1999 по май 2000 года — начальник главного управления по работе с территориями и кадрами Администрации Президента Республики Башкортостан.
В 1997 году защитил диссертацию на соискание учёной степени кандидата экономических наук, в 2005 — докторскую диссертацию («Становление и развитие государственной и муниципальной службы в Российской Федерации; теоретическое и конституционно — правовое исследование»).
С 1 июня 2000 года — руководитель Администрации Президента Республики Башкортостан. В 2002 году окончил Санкт-Петербургский университет МВД РФ.
С 2004 года — ректор Башкирской академии государственной службы и управления при Президенте РБ, с 2007 года — ректор Башкирского государственного аграрного университета.
Скончался 16 июня 2008 года в Уфе.

## Труды
Гимаев Ильдар Раисович — автор более 50 научных работ, включая 4 монографии по проблемам государственного строительства и права, государственной и муниципальной службы.
Область его научных интересов — проблемы государственного строительства, местного самоуправления, государственной службы, аграрной экономики.
Диссернет выявил масштабные заимствования при экспертизе его докторской диссертации

## Память
Улица в селе Аитово носит имя Ильдара Гимаева.
В Бижбулякском районе учреждена стипендия имени Ильдара Гимаева.
В Бижбулякском районе ежегодно проводится хоккейный турнир среди команд из районов Башкортостана имени Ильдара Гимаева